# اکرت (دهانه)
اکرت یک دهانه برخوردی در ماه‌ است.